# 赤山约农会旧址
赤山约农会旧址位于汕尾市海丰县海城镇桥东龙津河畔。2019年10月7日公布为第八批全国重点文物保护单位。

## 历史
赤山约农会旧址原是明代龙山乡灵雨庵。1922年6月，彭湃在此组织了龙山六人农会小组用來對抗地主。同年9月，会员由六人扩展到赤山一带二十八个乡村500多人。彭湃於同年10月25日亲自主持成立了赤山约农会，并在该处办公，接待来访群众。赤山约农会規模最大時會員有10餘萬。1923年1月，赤山约农会發展成海豐縣總農會。
1965年，因建築年久失修，房屋破损，广东省人民政府拨款按原样重建。

## 建筑布局
建筑位于龙山西侧，西与海丰县总农会旧址一墙相隔，坐北向南。面宽三间10.6米，进深6.8米，面积72.1平方米，两侧建有封火墙。